# Dinoderopsis escharipora
Dinoderopsis escharipora är en skalbaggsart som beskrevs av Pierre Lesne 1906. Dinoderopsis escharipora ingår i släktet Dinoderopsis och familjen kapuschongbaggar. Inga underarter finns listade i Catalogue of Life.